# Evzoni
Evzoni (grekiska: Εύζωνοι) är en ort i Grekland. Den ligger i prefekturen Nomós Kilkís och regionen Mellersta Makedonien, i den norra delen av landet, 400 km norr om huvudstaden Aten. Evzoni ligger 69 meter över havet och antalet invånare är 833. Den viktiga motorvägen på E75 mellan Belgrad, Skopje och Aten går förbi Evzoni.
Terrängen runt Evzoni är platt åt nordost, men åt sydväst är den kuperad. Runt Evzoni är det ganska glesbefolkat, med 35 invånare per kvadratkilometer. Närmaste större samhälle är Polýkastro, 12,2 km söder om Evzoni. Trakten runt Evzoni består till största delen av jordbruksmark.